# Carlos Vinícius
Carlos Vinícius Alves Morais (Bom Jesus das Selvas, 25 de março de 1995), é um futebolista brasileiro que atua como centroavante. Atualmente joga pelo Grêmio.

## Carreira

### Início
Vinícius chegou às categorias de base do Santos em 2012, onde ficou por dois anos até ser comprado pelo Palmeiras por um valor não divulgado.
Jogando pela base do Alviverde, era a sexta opção da zaga no time sub-20, porém após um convite feito pelo então treinador do time, Marcos Valadares, fez o desportista virar atacante.[carece de fontes?]
Em menos de dois meses, Carlos se adaptou ao posto de centroavante e rapidamente virou titular. No entanto acabou sendo dispensado em 2015 por não possuir mais idade para atuar nas divisões de base.

### Caldense
No início de 2016, Carlos Vinícius assinou pela Caldense, onde jogou apenas uma partida. Fez sua estreia em 19 de março de 2017, contra o Uberlândia, no Estádio Parque do Sabiá.

### Grêmio Esportivo Anápolis
Já no dia 5 de maio de 2017, foi vendido ao Grêmio Esportivo Anápolis por um valor não revelado, para a disputa da Segunda Divisão do Campeonato Goiano.

### Real Sport Clube
Não sendo utilizado no Grêmio Anápolis, foi emprestado para o Real Sport Clube, de Portugal, no dia 1 de julho de 2017, em contrato válido por seis meses. No dia 29 de julho de 2017 estreou marcando o único gol na vitória da Taça da Liga por 1 a 0 sobre o Belenenses. Já pela segunda divisão portuguesa, seu debute aconteceu no dia 6 de agosto, com um hat-trick na vitória por 4 a 1 sobre o Leixões.[carece de fontes?] Jogando pelo time português, terminou a temporada com 20 gols em 39 partidas.

### Napoli
Em 17 de janeiro de 2018, Carlos Vinícius foi contratado pelo Napoli, da Itália, por cerca de € 4 milhões. Na equipe, até foi relacionado a dois amistosos de pré-temporada fez um gol, mas não estreou por jogos oficiais.

### Rio Ave (empréstimo)
Pouco tempo depois de ter assinado com o Napoli, foi emprestado ao Rio Ave no dia 24 de agosto de 2018. Pelo Rio Ave, fez 14 gols em 20 partidas, sendo um dos artilheiros do clube no período.

### Mônaco (empréstimo)
Com boas atuações na Liga NOS, em 30 de janeiro de 2019, Carlos Vinícius juntou-se ao Monaco para a disputa da Ligue 1 de 2018–19, em um contrato de empréstimo de seis meses. Ajudou o clube a evitar rebaixamento, marcando 2 gols em 16 partidas.

### Benfica

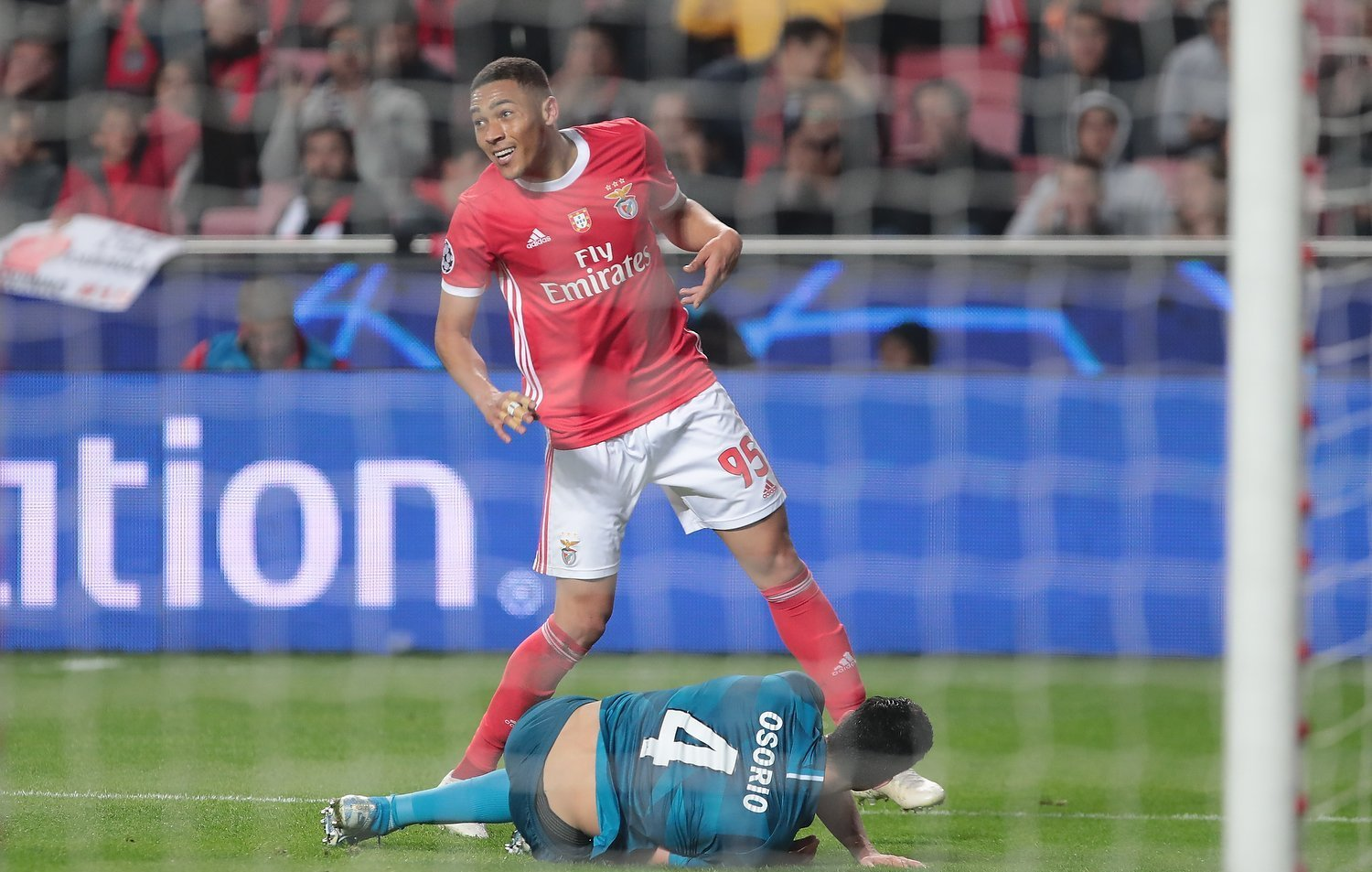
Vinícius atuando pelo Benfica na Liga dos Campeõescontra o Zenit.

No dia 20 de julho de 2019, Carlos Vinícius assinou um contrato de cinco anos com o campeão português Benfica, por uma taxa de transferência de 17 milhões de euros e uma cláusula de liberação de 100 milhões de euros.
No clube, ele teve bons momentos já que conseguiu ser o artilheiro, empatado com Mehdi Taremi e Pizzi, da Primeira Liga de 2019-20 marcando 18 gols em 32 jogos.
Pelo time português, o brasileiro conseguiu vencer a Supertaça Cândido de Oliveira de 2019, mas não chegou a atuar na competição. O brasileiro viria a deixar os encarnados após 49 jogos e 24 gols.[carece de fontes?]

### Tottenham (empréstimo)
No dia 2 de outubro de 2020, o clube inglês Tottenham anunciou a contratação de Carlos Vinícius por empréstimo de uma temporada junto ao Benfica, por uma taxa de €3 milhões.
Carlos terminou sua passagem de uma temporada marcando 10 gols em 22 partidas, mas apenas uma rede balançada durante a Premier League de 2020–21.[carece de fontes?]

### Retorno ao Benfica e venda
Após uma temporada irregular no time da Premier League, Vinícius retorna a Portugal e tem sua despedida do clube vermelho. O brasileiro esteve em campo apenas durante 6 minutos na vitória do Benfica sob o Futebol Clube de Arouca por 2-0, válido pela 2ª rodada da Primeira Liga de 2022–23. Após isso, o jogador ficou muitas partidas no banco de reservas sem ser utilizado, ou sequer relacionado, e saiu do time ainda antes de passar 1 mês no retorno ao time.[carece de fontes?]

### PSV (empréstimo)
Buscando mais tempo de jogo, o brasileiro rumou aos Países Baixos para jogar no PSV Eindhoven.
Sua passagem passou por momentos irregulares e o brasileiro terminou sua passagem pelo time de Eindhoven com 38 partidas e 7 gols,[carece de fontes?] mas conseguiu sagrar-se campeão da Copa dos Países Baixos de 2021–22 após vencer o Ajax Amsterdam na final por 2-0. Curiosamente, esse foi o único jogo que o brasileiro não foi utilizado por opção do técnico.[carece de fontes?]

### Fulham
Após sua passagem pela Eredivisie, o brasileiro arrumaria suas malas para atuar de novo na Inglaterra, dessa vez pelo londrino Fulham F.C. O time pagou 5 milhões de euros aos portugueses para obterem o centroavante em definitivo. O Benfica ainda ficou com 50% dos direitos econômicos do brasileiro.
Em duas temporadas, o centroavante fizera oito gols em 48 partidas. Daí, antes do fim da época 2023–24, foi emprestado por meia época para outra equipe por não conseguir se firmar na Premier League.

#### Galatasaray (empréstimo)
Após ser alvo do futebol brasileiro, Vinícius assinou, por empréstimo, com o Galatasaray para ajudar o time a conquistar o Campeonato Turco, que o time brigava ativamente pela conquista. Sua estreia aconteceu justamente na partida que a equipe tornou-se líder da competição.
Apesar de ter marcado um gol na estreia dele, o brasileiro sofria para conseguir a titularidade, pois disputava ela com o artilheiro Mauro Icardi. Apesar disso, Carlos teve um grande momento em maio de 2024, quando fez o gol que manteve a diferença do segundo colocado de dois pontos. No jogo, ele marcou o tento final na grande partida de 4 a 3 diante o Kasımpaşa pela 30ª rodada da Liga.
| “ | Sem dúvidas mais um momento especial. Ali na hora você quer correr, comemorar, soltar pra fora a emoção. Sabíamos o quanto precisávamos dos três pontos. Então, acreditamos até o fim e graças a Deus pude ajudar a equipe com o gol para sairmos com essa vitória tão importante. Quando entrei o jogo estava empatado e precisávamos de mais um gol. Então procurei focar bem nas jogadas e acreditar que seria possível. Então ali no lance a bola sobrou e tive a tranquilidade para dominar e finalizar bem. | ” |
| — Carlos Vinícius. Ele precisou de apenas um minuto para marcar o referido gol que manteve acesa a esperança do bicampeonato nacional. | |   |

Ele terminou a temporada 2023-24 em baixa, onde marcou cinco gols em 30 partidas disputadas. Contudo conseguiu o título com o Galatasaray que conquistou o campeonato turco, com 102 pontos.

### Grêmio
Em 23 de julho de 2025, o Grêmio anunciou a contratação de Carlos Vinicius. O jogador de 30 anos estava livre no mercado, e assinou com o Tricolor um contrato válido até dezembro de 2026.

## Títulos
Benfica
- Supertaça Cândido de Oliveira: 2019

PSV Eindhoven
- Copa dos Países Baixos: 2021–22

### Artilharia
- Primeira Liga de 2019–20 (18 gols)[26]